# Хюсен, Гленн
Гленн Ингвар Хюсен (швед. Glenn Ingvar Hysén; 30 октября 1959, Гётеборг) — шведский футболист, защитник, выступавший за сильнейшие клубы Голландии, Италии и Англии и 68 раз сыгравший за национальную сборную Швеции. Его сыновья Тобиас, Александр и Антон также стали профессиональными футболистами.

## Карьера
Хюсен начал свою карьеру в «Гётеборге», зарекомендовав себя хорошим защитником. В 1983 году он был признан Игроком года в Швеции и вскоре перебрался в голландский ПСВ. В 1987 году он перешёл в «Фиорентину», а в преддверии чемпионата мира 1990 года привлёк к себе внимание английских клубов — в отборочной кампании к этому турниру Хюсен очень уверенно смотрелся в матчах против сборной Англии. Предполагалось, что он перейдёт в «Манчестер Юнайтед», однако Гленн выбрал «Ливерпуль». Хюсен смог быстро завоевать место в стартовом составе, составив пару центральных защитников с ветераном Аланом Хансеном, а когда тот получил травму, партнёром Гленна стал молодой Гари Аблетт.
В сезоне 1989/90 «Ливерпуль» стал чемпионом страны, и не последняя роль в этом принадлежит Хюсену. Летом 1990 года сборная Швеции выступила на Чемпионате мира в Италии, и Хюсен был её капитаном. Однако после ухода в 1991 году Кенни Далглиша с поста тренера команды шведский защитник, не обладавший достаточной скоростью, чтобы справляться с быстрыми английскими нападающими, был вынужден также покинуть клуб. Новый тренер «Ливерпуля» Грэм Сунесс посчитал, что Хюсен ему не нужен. В 1992 году Гленн вернулся в Швецию, где два года спустя в клубе ГАИС и закончил свою карьеру игрока.

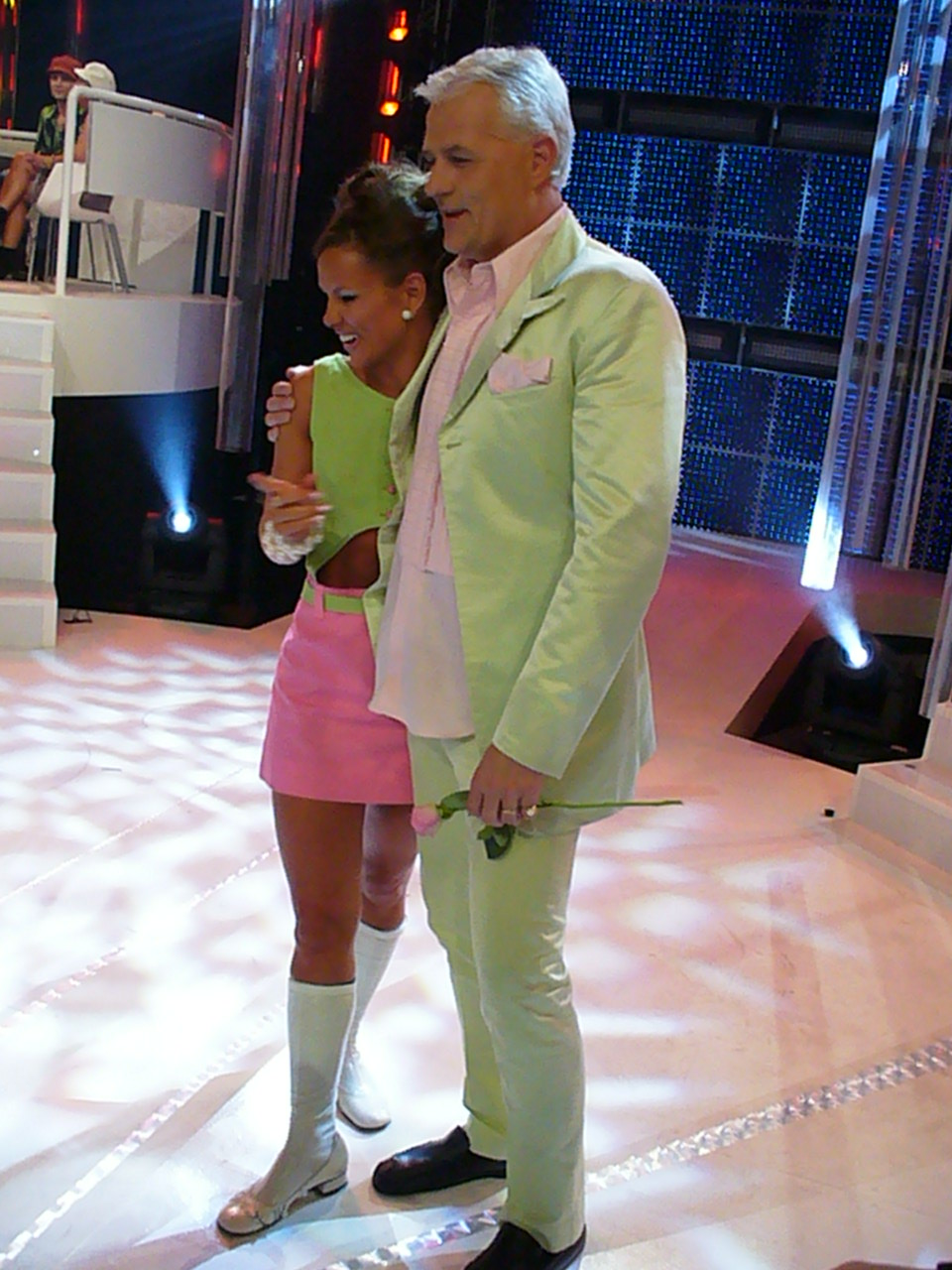
Гленн Хюсен и поп-певица Линда Бенгтзинг

В настоящее время Хюсен является тренером команды в шведском реалити-шоу «Футбольный клуб Z».

## Достижения
- Двукратный обладатель Кубка УЕФА (1981/82, 1986/87)
- Чемпион Англии (1989/90)
- Трёхкратный чемпион Швеции (1982, 1983, 1987)
- Двукратный обладатель Кубка Швеции (1982, 1983)
- Двукратный обладатель Суперкубка Англии (1989, 1990)
- Финалист Кубка Швеции (1986)